# Konstanty Andrzej Kulka
Konstanty Andrzej Kulka (Danzica, 5 marzo 1947) è un violinista polacco.

## Biografia
Konstanty Andrzej Kulka inizia la sua formazione musicale all'età di otto anni con Ludwik Gbiorczyk a Danzica. Continua gli studi al liceo musicale con Stefan Herman.
Nel 1966 Kulka, ancora studente, vince il primo premio al Concorso Internazionale ARD di Monaco di Baviera. Si diploma nel 1971 all'Accademia di musica Stanisław Moniuszko di Danzica. Avviata la carriera internazionale, Kulka è stato ospite di prestigiose orchestre, come i Berliner Philharmoniker, Chicago Symphony Orchestra, London Symphony Orchestra, English Chamber Orchestra, Royal Concertgebouw Orchestra di Amsterdam, Minneapolis Symphony Orchestra, Saint Petersburg Philharmonic Orchestra e altre. Kulka ha suonato in più di 1.500 recital partecipando a importanti festival musicali tra cui quelli di Lucerna, Bordeaux, Flandria, Berlino, Praga, Barcellona, Brighton, Varsavia e altri.
Dal 1994 è professore all’Università della musica Fryderyk Chopin di Varsavia e dallo stesso anno coordina anche l'Istituto di strumenti ad arco presso la stessa facoltà. Il suo repertorio comprende le più importanti pagine della letteratura violinistica e opere di compositori polacchi contemporanei come Witold Lutosławski, Krzysztof Penderecki, Henryk Hubertus Jabłoński, Augustyn Bloch e Eugeniusz Knapik.  Nel corso della sua carriera è stato giurato in concorsi internazionali per violino.
Nel 2017 gli è stato conferito la laurea Honoris causa dall’Accademia di musica Stanisław Moniuszko a Danzica. Ha all’attivo numerose incisioni discografiche.
Sua figlia Gaba Kulka è una cantante indie pop di successo.